# Лермонтовская галерея
Лермонтовская галерея — галерея из железа и стекла в Пятигорске, Ставропольский край, Россия, построенная в 1901 году и названная в честь русского поэта М. Ю. Лермонтова. Расположена в парке «Цветник» по адресу проспект Кирова, д. 21. Вмещает концертный и выставочный залы, принадлежит Северо-Кавказской филармонии. Является объектом культурного наследия России регионального значения.

## История
В 1900 году архитектор Кавказских минеральных вод И. И. Байков осмотрел павильоны Всероссийской выставки, проходившей в Нижнем Новгороде в 1896 году, и по итогу посещения составил задание на проектирование Лермонтовской галереи и парной Пушкинской галереи в Железноводске.
Строительством обеих галерей руководила фирма «Вл. Гостынский и Ко» из Варшавы, заказавшая проекты галерей у варшавского архитектора Стефана Шиллера и изготовившая основную часть деталей. Металлические остовы галерей были изготовлены Петербургским металлическим заводом, разноцветные стёкла — варшавскими мастерами. Оформление зрительного зала и сцены обеих галерей разработал донской художник И. И. Крылов.
В 1901 году части Лермонтовской галереи были доставлены в Пятигорск и монтированы на месте протяжённого деревянного павильона летнего кафе-ресторана «Цветник», который располагался перед Николаевскими и Ермоловскими ваннами. Подрядчиком выступало местное отделение строительной фирмы «Орион» из Владикавказа.
Монтаж должен был завершиться до 1 июня 1901 года, однако затянулся из-за обнаружения подземной сети труб от Николаевских ванн. 15 июля 1901 года в 60-ю годовщину смерти М. Ю. Лермонтова галерея, готовая только внешне, была освящена. После это были продолжены внутренние работы.
В августе 1901 года галерею осмотрел министр земледелия и государственных имуществ А. С. Ермолов, разрешивший добавить к галерее две пристройки — железную у заднего фасада для киоска по продаже минеральных вод и деревянную у северного торца для артистических уборных.
В 1902 году галерея открылась для посетителей. В 1903 году в ней проходили торжества в честь 100-летия Кавказских минеральных вод и второй Всероссийский съезд курортных деятелей.
Во время Октябрьской революции в галерее происходили заседания и митинги. В советское время в ней размещались театр и кинотеатр. В 1936 году витражи галереи были разбиты градом. Во время Второй мировой войны было повреждено панорамное освещение галереи.
В 1971 году постановлением краевого исполнительного комитета № 392 здание было признано взято на государственную охрану. В настоящее время является объектом культурного наследия России регионального значения как памятник градостроительства и архитектуры.
Галерея была отремонтирована в 1980-х годах и в 2014 году.
В галерее выступали В. Ф. Комиссаржевская, Л. В. Собинов, А. Дункан, М. М. Зощенко, И. В. Ильинский, Л. О. Утёсов, В. В. Маяковский и другие.

## Описание
Расположена в парке «Цветник» по адресу проспект Кирова, д. 21 (согласно документу о постановке на охрану — д. 34). Стоит на цоколе из машукского камня. Выполнена из металла и стекла в стиле эклектики с использованием мотивов готики и модерна.
Имеет прямоугольную форму длиной 80 м и шириной 12 м. В центре расположен свод трансепта, под которым находится эстрада для паркового оркестра, по бокам — симметричные прогулочное и театральное крылья. Металлический остов украшен кованными деталями, ризалиты — витражами.